# Johann Josef Nehr
Johann Josef Nehr, česky Jan Josef Nehr (8. května 1752 Teplá – 13. září 1820 Mariánské Lázně), byl český klášterní lékař a zakladatel Mariánských Lázní jako lázeňského města.

## Život
Nehr studoval na pražské Karlově univerzitě, kde v roce 1778 promoval. V roce 1779 začal působit jako klášterní lékař v premonstrátském klášteře Teplé, ke kterému patřily i Mariánské Lázně. Tehdy přesvědčil opata tepelského kláštera Karla Kašpara Reitenbergera, aby spolu s několika svými spolubratry zkusil lázeňskou kúru. Nehr totiž zjistil, že pokud je mariánskolázeňská kyselka podávaná v malém množství vícekrát během dne, pak zklidňuje trávení a přidává i chuť k jídlu. Navíc také provedl chemickou analýzu, na jejímž základě se rozhodl pro využití zdejší vody k léčebným procedurám.

## Dílo
- Beschreibung der mineralischen Quellen von Marienbad auf der Stiftsherrschaft Tepl nahe bei dem Dorfe Auschowitz. 1813